# Liste der Biografien/Van R
Liste der Biografien |
Portal Biografien |
R Personensuche
# |
A |
B |
C |
D |
E |
F |
G |
H |
I |
J |
K |
L |
M |
N |
O |
P |
Q |
R |
S |
T |
U |
V |
W |
X |
Y |
Z |
?
 
Va |
Vd |
Ve |
Vh |
Vi |
Vj |
Vl |
Vn |
Vo |
Vr |
Vs |
Vt |
Vu |
Vy
 
Vaa |
Vab |
Vac |
Vad |
Vae |
Vaf |
Vag |
Vah |
Vai |
Vaj |
Vak |
Val |
Vam |
Van |
Vap |
Vaq |
Var |
Vas |
Vat |
Vau |
Vav |
Vaw |
Vax |
Vay |
Vaz
 
Van A |
Van B |
Van C |
Van D |
Van E |
Van F |
Van G |
Van H |
Van I |
Van K |
Van L |
Van M |
Van N |
Van O |
Van P |
Van Q |
Van R |
Van S |
Van T |
Van U |
Van V |
Van W |
Van Y |
Van Z

Vana |
Vanb |
Vanc |
Vand |
Vane |
Vang |
Vanh |
Vani |
Vanj |
Vank |
Vanl |
Vanm |
Vann |
Vano |
Vanp |
Vanq |
Vanr |
Vans |
Vant |
Vanu |
Vanv |
Vanw |
Vany |
Vanz
Die Liste der Biografien führt alle Personen auf, die in der deutschsprachigen Wikipedia einen Artikel haben. Dieses ist eine Teilliste mit 45 Einträgen von Personen, deren Namen mit den Buchstaben „Van R“ beginnt.

## Van R

### Van Ra
- Van Raamsdonk, Mark (* 1973), theoretischer Physiker
- Van Ratingen, Luke (* 2001), australischer Sprinter

### Van Re
- Van Reenen, John (* 1965), britischer Wirtschaftswissenschaftler und Hochschullehrer
- Van Reeth, Adèle (* 1982), französische Fernsehmoderatorin, Radioproduzentin und Kolumnistin
- van Reeth, Jozef (1843–1923), belgischer Jesuit, Missionar und Bischof
- Van Rengen, Marcel Evariste (1914–1988), belgischer Ordensgeistlicher, römisch-katholischer Bischof von Mweka
- van Rensburg, Siener (1864–1926), burischer Prophet
- Van Rensselaer III., Stephen (1764–1839), US-amerikanischer Politiker, General und Philanthrop
- Van Rensselaer, Alexander (1850–1933), US-amerikanischer Tennisspieler, Förderer der Princeton und der Drexel University
- Van Rensselaer, Henry Bell (1810–1864), US-amerikanischer Offizier und Politiker
- Van Rensselaer, Jacob R. (1767–1835), US-amerikanischer Jurist und Politiker
- Van Rensselaer, Jeremiah (1738–1810), US-amerikanischer Politiker
- Van Rensselaer, Jeremias (1793–1871), US-amerikanischer Mediziner und Geologe
- Van Rensselaer, Killian K. (1763–1845), britisch-amerikanischer Jurist und Politiker
- Van Rensselaer, Margarita Schuyler (1758–1801), Persönlichkeit aus der Zeit der amerikanischen UnabhängigkeitskriegeMargarita Schuyler Van Rensselaer (1758–1801)

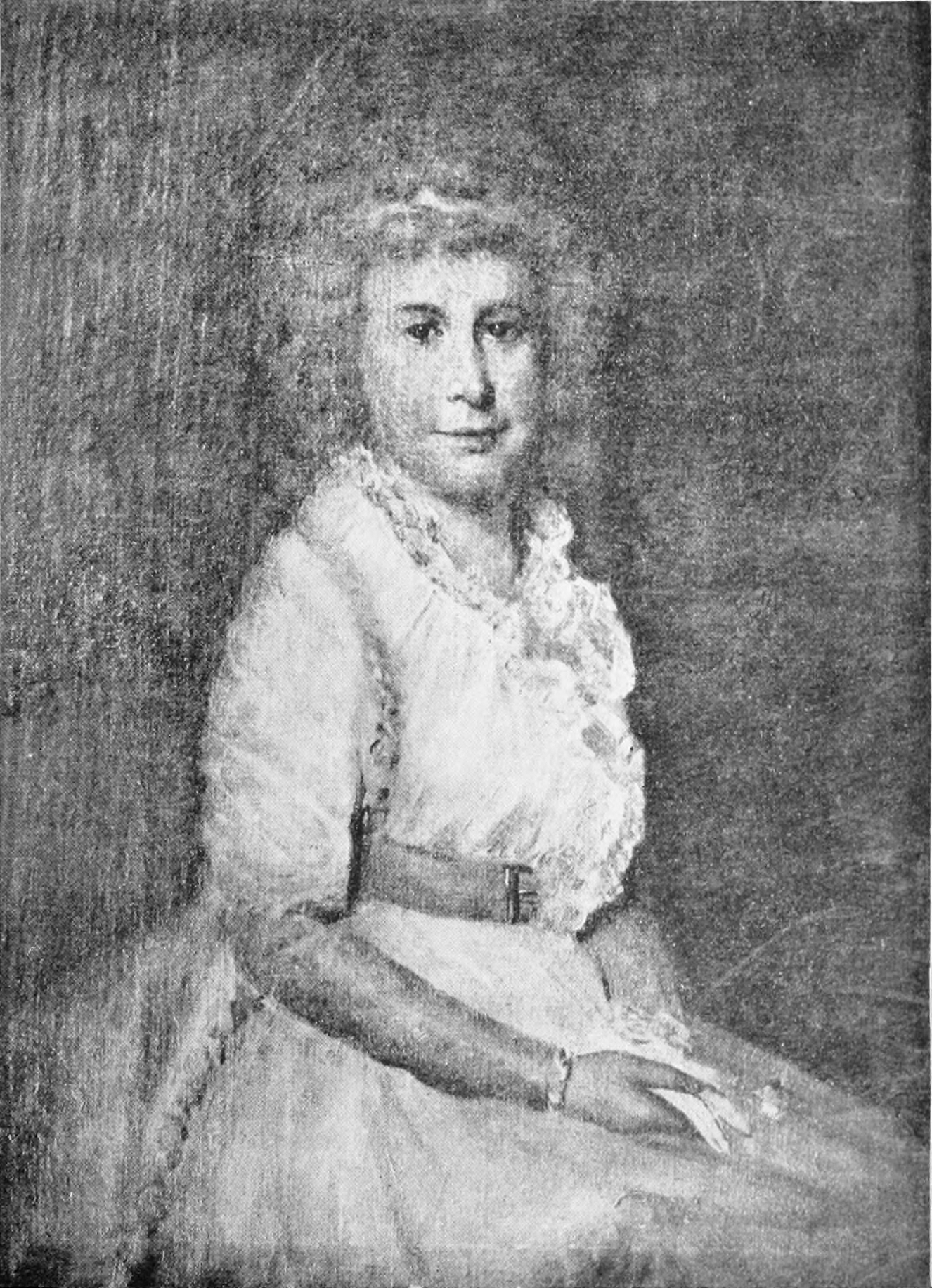
Margarita Schuyler Van Rensselaer (1758–1801)

- Van Rensselaer, Mariana Griswold (1851–1934), US-amerikanische Kunstkritikerin und Dichterin
- Van Rensselaer, Solomon (1774–1852), US-amerikanischer Politiker
- Van Reybrouck, David (* 1971), belgischer, flämisch schreibender Autor, Historiker und Archäologe
- Van Reyschoot, Jacques (1905–1975), belgischer Eishockeyspieler
- Van Reyschoot, Pierre (1906–1966), belgischer Eishockeyspieler

### Van Ri
- Van Riel, Marten (* 1992), belgischer Triathlet
- Van Riet, Marie (* 2003), belgische Squashspielerin
- Van Riper, Charles (1905–1994), US-amerikanischer Sprachtherapeut
- Van Riper, Paul K. (* 1938), amerikanischer Generalleutnant des Marine Corps

### Van Ro
- Van Roey, Jozef-Ernest (1874–1961), belgischer Geistlicher, Erzbischof von Mechelen und Kardinal der römisch-katholischen Kirche
- Van Rompuy, Eric (* 1949), belgischer Politiker (CD&V), MdEP
- Van Rompuy, Herman (* 1947), belgischer Politiker
- Van Rompuy, Tine (* 1955), belgische Gewerkschafterin und Politikerin der PVDA
- Van Rompuy, Tom (* 1987), belgischer Autorennfahrer
- Van Ronk, Dave (1936–2002), US-amerikanischer Gitarrist, Sänger und SongschreiberDave Van Ronk (1936–2002)

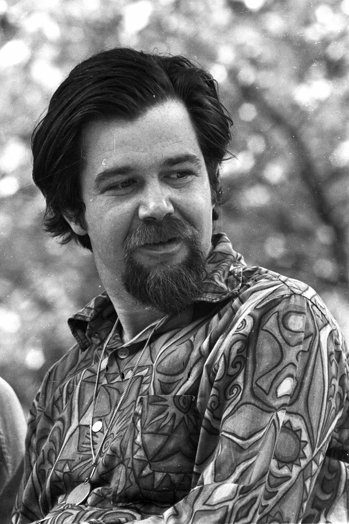
Dave Van Ronk (1936–2002)

- Van Ronslé, François Camille (1862–1938), belgischer römisch-katholischer Ordensgeistlicher, Apostolischer Vikar von Léopoldville
- Van Roosbroeck, Eugeen (1928–2018), belgischer Radrennfahrer
- Van Roosbroeck, Gustaaf (* 1948), belgischer Radrennfahrer
- van Roosbroeck, Willy Werner (1913–1995), amerikanischer Physiker
- Van Rossem, Adriaan Joseph (1892–1949), US-amerikanischer Ornithologe
- Van Rossem, Jean-Pierre (1945–2018), belgischer Politiker, Sponsor und AutorJean-Pierre Van Rossem (1945–2018)

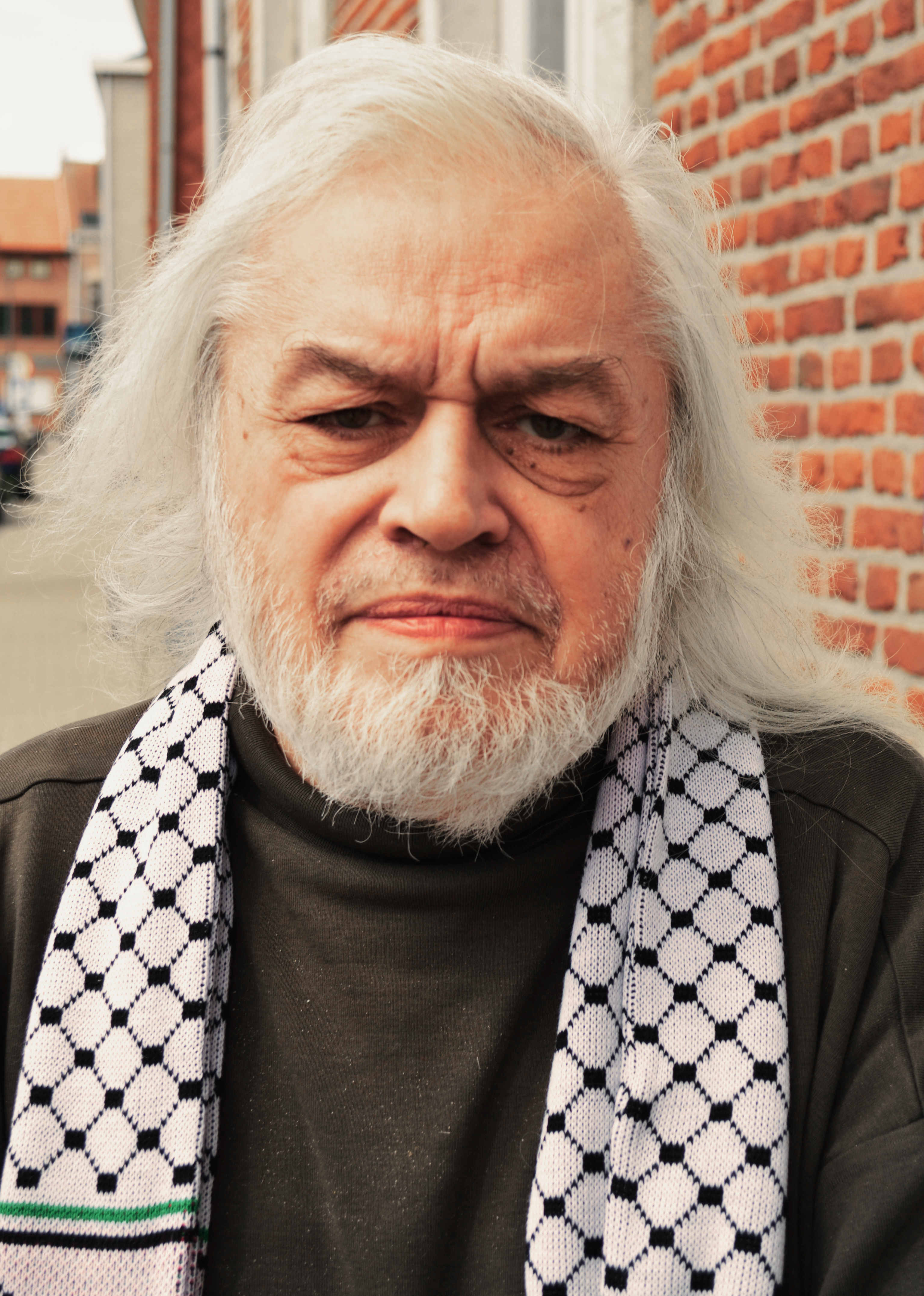
Jean-Pierre Van Rossem (1945–2018)

### Van Ru
- Van Runkle, Theadora (1929–2011), US-amerikanische Kostümbildnerin

### Van Ry
- Van Ryckeghem, Daniel (1945–2008), belgischer Radrennfahrer
- Van Rymenant, Fernand (1943–2011), belgischer Radrennfahrer
- Van Ryn, Ashley (* 1986), US-amerikanische Handball- und Beachhandballspielerin
- Van Ryn, John (1905–1999), US-amerikanischer Tennisspieler
- Van Ryn, Marjorie (1908–1999), US-amerikanische Tennisspielerin
- Van Ryn, Mike (* 1979), kanadischer Eishockeyspieler und -trainer
- Van Rysselberghe, Bernard (1905–1984), belgischer Radrennfahrer
- Van Rysselberghe, Maria (1866–1959), belgische Schriftstellerin